# Robert Lowell
Robert Lowell (1. března 1917 – 12. září 1977) byl americký básník.
Pocházel z významné bostonské rodiny, jeho předci žili v Americe již od roku 1639. Mezi jeho příbuzné patřili básníci James Russell Lowell a Amy Lowellová. Dva roky studoval na Harvardově univerzitě, odkud přestoupil na Kenyon College v Ohiu, kterou absolvoval v roce 1940 s titulem BA. Svou první sbírku básní vydal v roce 1944 pod názvem Land of Unlikeness. Za druhou, Lord Weary's Castle (1947), získal Pulitzerovu cenu. Mezi jeho pozdější sbírky patří The Mills of the Kavanaughs (1951), Life Studies (1959; Národní knižní cena) a For the Union Dead (1964). Rovněž se věnoval překladu (Jean Racine, Rainer Maria Rilke, Arthur Rimbaud) a napsal divadelní hru The Old Glory. V češtině vyšel výbor z jeho básnické tvorby pod názvem Zjizvené nebe (1983).
Jeho první manželkou byla v letech 1940 až 1948 Jean Staffordová, později se oženil ještě dvakrát, nejprve s Elizabeth Hardwickovou (1949–1972) a poté s Caroline Blackwoodovou (1972–1977). Všechny jeho manželky byly spisovatelky. Zemřel na infarkt ve voze taxislužby na Manhattanu ve věku 60 let. Ve filmu Dosáhnout na měsíc (2013), pojednávajícím o spisovatelce Elizabeth Bishopové, jej ztvárnil Treat Williams.